# 万石騒動
万石騒動（まんごくそうどう）とは、1711年（正徳元年）に安房国北条藩で起こった農民一揆である。北条藩1万石の所領27ヶ村全体の農民が参加したことからこの名がある。この一揆によって藩主屋代忠位は失政を咎められ、北条藩は改易となった。

## 背景
北条藩は安房国安房郡北条村（現在の千葉県館山市北条）に陣屋を置き周辺27ヶ村を治める1万石の小藩であったが、藩主の屋代忠位（ただたか）は幕府の百人組頭・大番頭などを歴任した。このことが藩の財政難につながり、忠位は1711年（正徳元年）には職を辞して財政再建を図らざるを得なくなった。
忠位が新規に召抱えた家臣に、川井藤左衛門という人物がいた。忠位は川井に、御用人・上席家老として財政再建のための全権を与えた。川井は宝永6年（1709年）に北条陣屋に派遣され、新田開発・灌漑用水路の開削、保護林の伐採・売却、酒屋・糀屋の運上金の取立てを行い、増収を図った。しかし、農繁期の労役や、苛酷な増徴策の強行は、領民にとって負担の大きいものであった。

## 門訴・越訴と「三義民」処刑
正徳元年（1711年）9月、川井が各村に割り当てた年貢量は、従来の2倍近いものであった。これに対して、農民600名が10月9日から10日間に渡って北条陣屋（現在の館山警察署付近）に押し寄せて減免を求めた（門訴）。江戸屋敷に戻った川井の意を受けた部下は取り合わず、また川井は江戸屋敷に名主を呼び出して圧力を加え、首謀者を探った。600名の農民は江戸に出て、11月2日に江戸屋敷にいる藩主への門訴をおこなった。川井はいったんは農民の要求を呑んだように装い、年貢減免の墨付を与えて農民たちを国許に帰した。
しかし川井は農民たちを追う形で北条陣屋に赴き、11月13日に名主を陣屋に呼び出して墨付の奪還を図り、6名を投獄。11月26日に捕らえた6名のうち3名（湊村の秋山角左衛門、国分村の飯田長次郎、薗村の根本五左衛門）を国分村萱野の刑場で処刑、その妻子は追放し家財は没収するという弾圧に出た。また、農民に協力した代官行貝弥五兵衛国定（42歳）およびその息子の弥七郎恒興（21歳）を処刑した。行貝は国分村出身の地代官で、国分村の名主飯田長次郎とも親しい間柄であった。
名主の投獄を受け、農民側は再び江戸で訴えを起こすことを決議、代表者が江戸に上り、11月20日に老中の秋元喬知に駕籠訴（直訴・越訴）を行ったが却下された。12月4日には老中阿部正喬への駕籠訴が決行された結果、幕府は訴えを取り上げて審理が行われることになった。12月25日、評定所は農民の訴えをほぼ認め、川井は投獄された。

## 結末とその後
正徳2年（1712年）7月22日に幕府の裁断が下された。川井は息子と共に死罪、郡代林武太夫および代官高梨市左衛門は追放され、藩主・忠位は失政を咎められて北条藩屋代家は改易となった。農民側も、捕らえられたままであった名主3名（北片岡村の小柴庄左衛門、稲村の山口弥市郎、中村名主の吉田九兵衛）が追放に処せられた。

### 万石騒動日録
この事件の記録は、のちに『万石騒動日録』（あるいは『万石騒動日記』）としてまとめられた。成立年代は18世紀中葉以降とみられるが、筆者とともに不明である。
この『万石騒動日録』については、佐倉惣五郎（木内宗吾）の伝説的な事跡の筋書き（佐倉義民伝。惣五郎の物語が体裁を整えるのは18世紀後半である）との共通点が指摘されている。この共通性から、『万石騒動日録』にフィクションの部分が多いとみなす解釈と、万石騒動を参考に佐倉義民伝が作られたという解釈がある。

## 史跡と顕彰

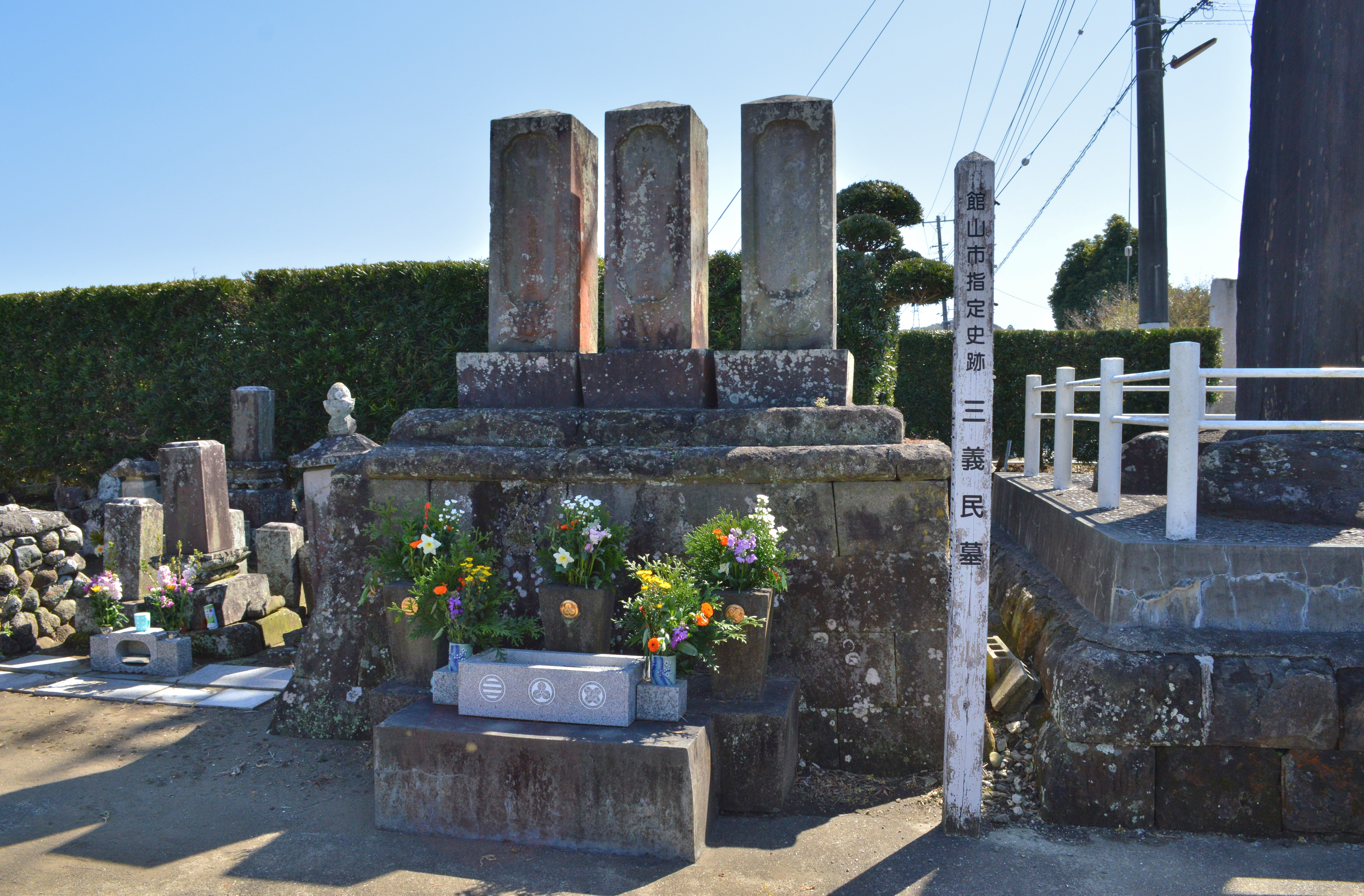
国分寺にある三義民の墓

萱野の刑場跡（館山市国分）は館山市指定史跡となっている。処刑された3名は、「三義民」と呼ばれ、地元では広く知られた存在である。国分寺（館山市国分）には「三義民の墓」（館山市指定史跡）や1910年の200年遠忌の際に立てられた「安房郡三名主之碑」
、「三義民250年遠忌供養塔」がある。毎年11月26日には国分区民によって三義民命日祭が行われている。2010年11月20日には、万石騒動安房三義民300年祭が執り行われ、「義の伝承碑」が造立された。
行貝父子の墓は金台寺（館山市北条南町）にあり、石碑と標柱がある。

## 近隣・同時代の出来事
万石騒動のおよそ30年前に、安房郡大神宮村（現在の館山市大神宮）で越訴事件が発生している。天和2年（1682年）、領主であった旗本河野三左衛門の苛政を幕府に訴え出たものの敗訴となり、名主小柴三郎左衛門ら7名が処刑された。義民「七人様」として地元で語り継がれている。
万石騒動が発生した時期は、新井白石を中心に幕政が進められた時期である（正徳の治）。新井は「仁政」を掲げて農民・民衆の声に耳を傾け、幕府による公平な裁判の実現を図ったと評価される。1711年7月に発生した、越後村上藩（藩主松平輝貞）三条領の農民が大庄屋の不法を幕府に訴えた四万石領騒動（村上越訴事件）に対し、1711年10月12日の評定所判決では、農民側の訴えが認められた。